# Jakovlev Jak-24

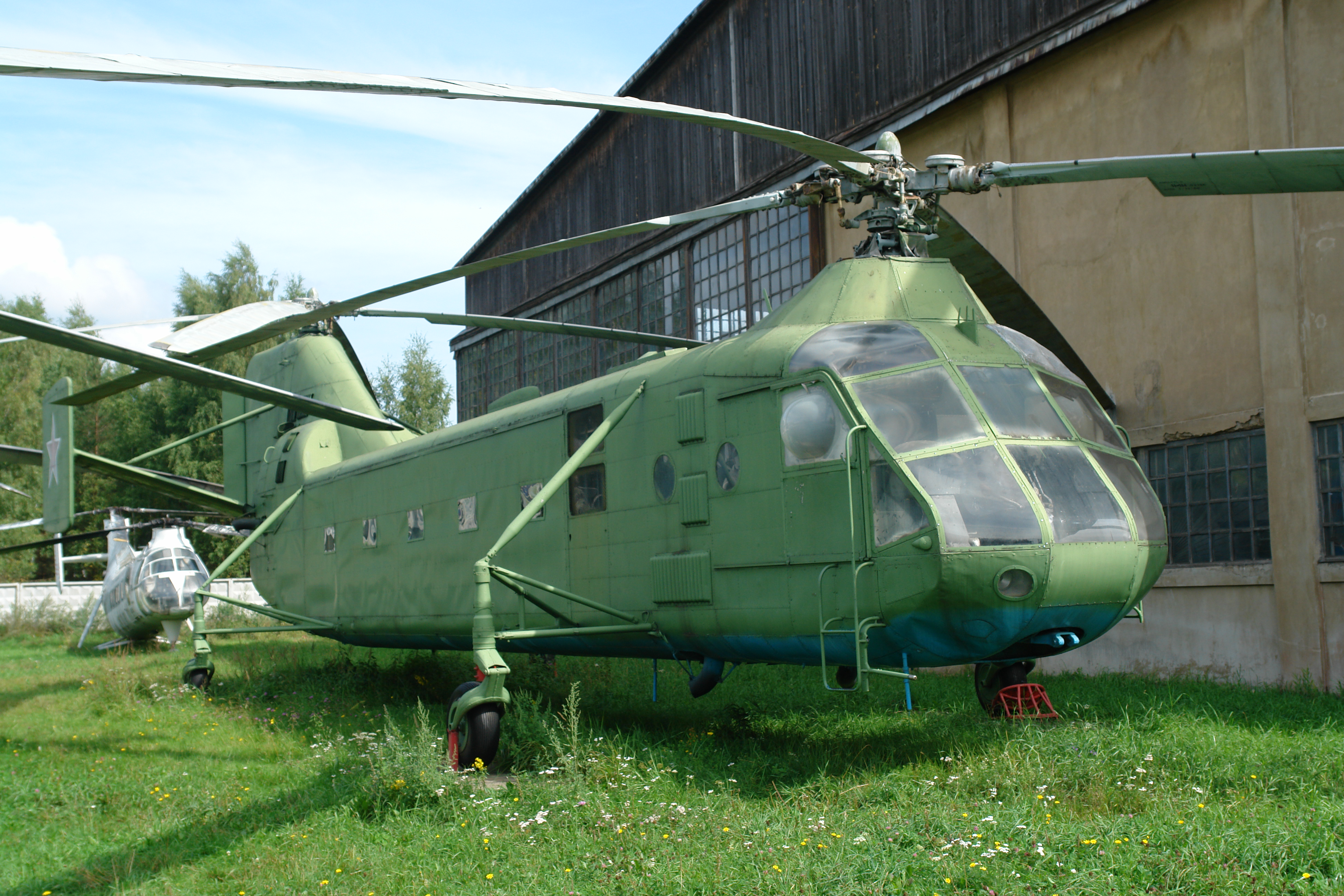
Jakovlev Jak-24

De Jakovlev Jak-24 (Russisch: Як-24) (NAVO-codenaam: Horse) was een tweemotorige tandem rotor transporthelikopter ontwikkeld in de Sovjet-Unie.

## Geschiedenis
De Jak-24 werd ontworpen door het bureau van Jakovlev, welke tot dan toe nog niet met helikopters bezig was geweest, om aan de vraag naar een zware transporthelikopter als aanvulling op de middelgrote Mil Mi-4. Het eerste prototype vloog op 3 juli 1952. Hij werd aangedreven door twee Sjvetsov ASh-82V-stermotoren van elk 1.700 pk en werd gebouwd met de rotors in een tandemconfiguratie, wat niet gebruikelijk was voor Sovjet-helikopters. Hierdoor kreeg het de bijnaam "vliegende treinwagon". De motoren en transmissiesystemen waren gelijk aan degene die zich al bewezen hadden in de Mi-4, maar Jak-24 bleek toch niet zo'n succesvol ontwerp. De motoren waren verbonden met elkaar zodat elke motor beide of een enkele rotor aan kon drijven, maar dit zorgde voor sterke vibraties. Nadat deze problemen grotendeels opgelost waren kwam het toestel in 1955 in productie. Hij werd in juli 1955 voorgesteld aan het publiek en op 17 december 1955 zette twee nieuwe wereldrecords door 2.000 kg naar 5.082 m te hijsen en 4.000 kg tot 2.902 m.
De eerste variant was de Jak-24, een transportversie voor het leger welke tot dertig manschappen, achttien brancards of 3000 kg aan vracht kon meenemen. vanaf 1958 werd het verbeterde Jak-24U model geproduceerd, met rotors geheel uit metaal en een grotere diameter (21 m) en een romp compleet van metaal. Het kon veertig militairen of 3500 kg aan vracht meenemen, waaronder twee GAZ-69 jeeps of antitankwapens. Een civiele variant voor dertig personen was de Jak-24A, geproduceerd vanaf 1960 in kleine aantallen. Hij is ook gebruikt als vliegende kraan, met een externe laadcapaciteit van 5000 kg. Er waren twee voorgestelde modellen: de Jak-24K 9-zits VIP-salon met kortere romp, en een civiele Jak-24P voor 39 passagiers met sterkere 2700 pk turboshaftmotoren, maar werden niet gebouwd.
Het precieze aantal Jak-24 helikopters gebouwd is niet duidelijk, maar door de technische problemen waren het er niet heel veel. De behoefte aan een zware transporthelikopter was voldaan met de komst van de succesvolle Mil Mi-6. 

## Specificaties
- Bemanning: drie
- Capaciteit: 30 militairen, 18 brancards of 3.000 kg aan vracht
- Lengte: 21,34 m
- Rotor diameter: 2x20,2 m
- Leeggewicht: 10.607
- Maximaal startgewicht: 14.270 kg
- Topsnelheid: 195 km/h
- Bereik: 430 km
- Plafond: 5.000 m
- Aandrijving: 2x Sjvetsov ASj-82V stermotoren, 1.298 kW elk